# Максатиха
Максатиха (рус. Максатиха) насељено је место са административним статусом варошице (рус. посёлок городского типа) у европском делу Руске Федерације. Административно припада Максатишком рејону Тверске области чији је уједно и административни центар.
Према проценама националне статистичке службе, у вароши је 2014. живело 7.906 становника.

## Географија
Варошица Максатиха се налази у источном делу Тверске области и лежи на обалама реке Мологе, на месту где се у њу улива река Волчина, на око 117 километара северније од административног центра области града Твера.
Важна је железничка станица на линији Бологоје—Сонково—Рибинск.

## Историја
Први писани помен о овом насељеном месту датира из 1545. године и у њему се помиње насеље Максјатиха (рус. Максатиха) као важно путничко одмаралиште. Од 1772. године село постаје делом Бежецког округа под влашћу кнежевске породице Мељницки. Након градње железнице 1870. насеље добија и своју железничку станицу.
Од 1928. Максатиха има статус варошице рејонског значаја.
Недалеко од насеља се 19. маја 1978. догодила авионска несрећа у којој је путнички авион Тупољев Ту-154Б на линији Баку—Лењинград присилно слетео, а том приликом су смртно страдала 4 путника.

## Демографија
Према подацима са пописа становништва 2010. у вароши је живело 8.744 становника, док је према проценама за 2014. ту живело 7.906 становника.
| 1897. | 1959. | 1970. | 1979. | 1989.  | 2002. | 2010. | 2014. |
| ----- | ----- | ----- | ----- | ------ | ----- | ----- | ----- |
| ---   | 6.863 | 7.861 | 8.719 | 10.217 | 9.753 | 8.744 | 7.906 |